# Umělecká díla ve stanicích pražského metra – linka C
Umělecká díla ve stanicích pražského metra – linka C obsahuje tvorbu výtvarných umělců umístěnou ve vestibulech, nástupištích a okolí stanic při výstavbě metra v letech 1974, 1980, 1984, 2004 a 2008. Seznam je řazen podle stanic.

## Seznam uměleckých realizací
| Stanice metra      | Fotografie                                                                                    | Název                                                       | Autor                                                                          | Vznik Osazení Zánik | Popis                                      | Poznámka                                              |
| ------------------ | --------------------------------------------------------------------------------------------- | ----------------------------------------------------------- | ------------------------------------------------------------------------------ | ------------------- | ------------------------------------------ | ----------------------------------------------------- |
| Ládví              | Kategorie „Fountain at Ládví station (Miroslav Mroczek)“ na Wikimedia Commons                 | Fontána u stanice metra Ládví                               | Miroslav Mroczek                                                               | — 2004 —            | fontána, žula                              | severní výstup z podchodu                             |
| Kobylisy           | Kategorie „Fountain at Kobylisy station“ na Wikimedia Commons                                 | Drobná fontánka při vstupu do stanice metra Kobylisy        | Alena Martínková (* 1950)                                                      | — 2004 —            | fontána                                    | východní výstup, atrium                               |
| Nádraží Holešovice | Kategorie „Julius Fučík (Stanislav Hanzík, Aleš Vašíček)“ na Wikimedia Commons                | Reliéf Julia Fučíka                                         | Stanislav Hanzík (1931–2021)                                                   | — 1984 —            | reliéf, zbuzanský mramor                   | severní výstup, vestibul                              |
| Nádraží Holešovice | Kategorie „Řeka (Josef Klimeš)“ na Wikimedia Commons                                          | Řeka                                                        | Josef Klimeš (1928–2018)                                                       | — 1984 —            | socha, mramor                              | jižní výstup, volný prostor                           |
| Vltavská           | Kategorie „Vltava fountain (Vltavská station)“ na Wikimedia Commons                           | Fontána s plastikami fauna a víly ve stanici metra Vltavská | Miroslav Hudeček (* 1935) Olga Hudečková (* 1936) arch. Vladimír Uhlíř         | — 1984 —            | fontána, socha; beton, kamenina            | exteriér                                              |
| Vltavská           | Kategorie „Vltava (stained-glass window by Jan Fišera and Václav Zajíc)“ na Wikimedia Commons | Kruhová vitráž pro stanici metra Vltavská                   | Václav Zajíc (* 1951) Jan Fišera (* 1950)                                      | — 1984 —            | vitráž, sklo                               | vestibul                                              |
| Vltavská           |                                                                                               | Keramická stěna ve vestibulu                                | Václav Dolejš (1925–2005)                                                      | — 1984 —            | dekorativní stěna, keramika                | vestibul                                              |
| Florenc (C)        | Kategorie „Bitva u Sokolova (mosaic by Oldřich Oplt)“ na Wikimedia Commons                    | Bitva o Sokolovo                                            | Oldřich Oplt (1919–2001) Sauro Ballardini                                      | — 1984 —            | mozaika                                    | podchod                                               |
| I. P. Pavlova      | Kategorie „Reliéf lvů z bývalé Slepé brány barokních hradeb“ na Wikimedia Commons             | Kamenný reliéf lvů                                          | restaurovali Aloisie Viškovská, Václav Hlavatý, Miroslav Vajchr a Josef Vitvar | — 1974 —            | reliéf, kámen                              | Reliéf lvů z bývalé Slepé brány barokních hradeb      |
| Vyšehrad           |                                                                                               | Tvarování vnějších stěn                                     | Stanislav Kolíbal (* 1925)                                                     | — 1974 —            | dekorativní stěna, beton                   | exteriér                                              |
| Vyšehrad           |                                                                                               | Tvarování vnějších stěn                                     | Stanislav Kolíbal (*1925)                                                      | — 1974 —            | architektonický prvek, beton               | exteriér - opěrná zeď pod terasou Kongresového centra |
| Pražského povstání | Kategorie „Barikáda (Stanislav Hanzík)“ na Wikimedia Commons                                  | Reliéf k poctě pražského povstání                           | Stanislav Hanzík (1931–2021)                                                   | — 1974 —            | reliéf, žula                               | exteriér                                              |
| Pankrác            | Kategorie „Skleněná stěna vestibulu (metro Pankrác)“ na Wikimedia Commons                     | Skleněná stěna vestibulu                                    | Benjamin Hejlek (1924–1993) František Burant (1924–2001)                       | — 1974 —            | vitráž, sklo                               | vestibul                                              |
| Budějovická        |                                                                                               | Lekníny (†)                                                 | Arnošt Paderlík (1919–1999) Břetislav Novák (1913–1982)                        | — 1974 (2005)       | dekorativní stěna, litý beton              | severní výstup, atrium                                |
| Kačerov            | Kategorie „Sandstone relief in Kačerov station“ na Wikimedia Commons                          | Kamenná stěna                                               | Vladislav Gajda (1925–2010)                                                    | — 1974 —            | reliéf, sekaný a tryskaný hořický pískovec | vestibul                                              |
| Kačerov            | Kategorie „Levotočivé spirály (stained-glass window by Benjamin Hejlek)“ na Wikimedia Commons | Levotočivé spirály                                          | Benjamin Hejlek (1924–1993) František Burant (1924–2001)                       | — 1974 —            | vitráž, sklo                               | vestibul                                              |
| Kačerov            | Kategorie „Fountain at Kačerov station“ na Wikimedia Commons                                  | Květ                                                        | Jiří Kryštůfek (* 1932)                                                        | 1972 1974 —         | fontána, travertin                         | atrium                                                |
| Kačerov            |                                                                                               | Pamětní deska                                               | Dobroslav Kotek (1923–1995)                                                    | — 1974 —            |                                            | vestibul                                              |
| Roztyly            |                                                                                               | Busta primátora dr. Václava Vacka (†)                       | Miloš Zet (1920–1995)                                                          | — 1980 zaniklo      | busta                                      | vestibul                                              |
| Roztyly            |                                                                                               | Obložení stěn stanice metra Roztyly                         |                                                                                | — 1980 —            | dekorativní stěna, keramické tvarovky      | nástupiště                                            |
| Chodov             | Kategorie „Budovatel metra (František Radvan)“ na Wikimedia Commons                           | Budovatel metra                                             | František Radvan (* 1922)                                                      | — 1980 —            | socha, bronz                               | exteriér                                              |
| Chodov             |                                                                                               | Plastické řešení atria (†)                                  | Alena Kroupová (1926–2002)                                                     | — 1980 zaniklo      | fontána, mobiliář; keramika                | atrium                                                |
| Háje               | Kategorie „Kosmonauti (mosaic by Alois Fišárek)“ na Wikimedia Commons                         | Kosmonauti                                                  | Alois Fišárek (1906–1980)                                                      | 1979 1980 —         | mozaika, kámen                             | západní vestibul                                      |
| Háje               | Kategorie „Kosmonauti (Jan Bartoš)“ na Wikimedia Commons                                      | Kosmonauti                                                  | Jan Bartoš (* 1947)                                                            | — 1980 —            | socha; kámen, bronz                        | park                                                  |